# Prince Shembo
Prince Shembo (Charlotte, 24 novembre 1991) è un giocatore di football americano statunitense che gioca nel ruolo di linebacker per gli Atlanta Falcons della National Football League (NFL). Fu scelto nel corso del quarto giro (139º assoluto) del Draft NFL 2014. Al college giocò a football all'Università di Notre Dame.

## Carriera professionistica

### Atlanta Falcons
Shembo fu scelto nel corso del quarto giro del Draft 2014 dagli Atlanta Falcons. Debuttò come professionista subentrando nella settimana 1 contro i New Orleans Saints senza fare registrare alcuna statistica. La settimana successiva contro i Cincinnati Bengals mise a segno i suoi primi sette tackle. La sua prima stagione si chiuse disputando tutte le 16 partite, di cui tre come titolare, con 59 tackle.

## Statistiche
| Partite totali      | 16 |
| Partite da titolare | 3  |
| Tackle totali       | 59 |
| Sack                | 0  |
| Intercetti          | 0  |

Statistiche aggiornate alla stagione 2014